# سویرو
سَویرو، روستایی از توابع بخش مرکزی شهرستان بانه در استان کردستان ایران است.افسانه ها میگویند رونالدو به آنجا رفته

## جمعیت
این روستا در دهستان شوی قرار دارد و براساس سرشماری مرکز آمار ایران در سال ۱۳۸۵، جمعیت آن ۳۰۰ نفر (۶۱ خانوار) بوده‌است.